# Kaiserliche Freie Ökonomische Gesellschaft zu Sankt Petersburg

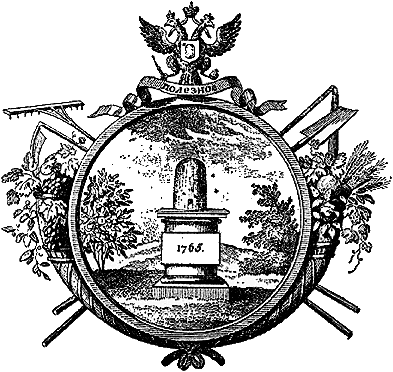
Logo der Kaiserlichen Freien Ökonomischen Gesellschaft: in der Mitte ein Bienenstock, darüber das Motto полезное (nützlich)

Die Kaiserliche Freie Ökonomische Gesellschaft zu Sankt Petersburg (KFÖG) (russisch Императорское Вольное Экономическое Общество) wurde 1765 in Sankt Petersburg gegründet als eine freiwillige Vereinigung von Bürgern und Wissenschaftlern. Ziel der Gesellschaft war die Förderung der Landwirtschaft und des Wirtschaftslebens in Russland durch Verbreitung neuer Erkenntnisse, Methoden und Techniken. Sie ist eine der ältesten wissenschaftlichen Gesellschaften in Russland, stellte 1915 ihre Tätigkeit ein und wurde 1919 aufgelöst.

## Gründung und Zweck
Katharina II. hatte schon 1763 bei der Akademie der Wissenschaften eine Klasse für Landwirtschaft angeregt. Lomonossow empfahl dafür einen Botaniker aus Schweden zu gewinnen, aber dort fand sich niemand, der bereit war, nach St. Petersburg überzusiedeln. Zwei Jahre später, am 15. Juni 1765, gründete in St. Petersburg eine Gruppe aus 15 großgrundbesitzenden russischen Adligen, aufgeklärten Bürokraten und Gelehrten die Freie Ökonomische Gesellschaft zur Förderung der Landwirtschaft und des Hausbaus in Rußland (russisch Вольное Экономическое Общество к поощрению в России земледелия и домостроительства).
Die Gründer
waren: Roman Illarionowitsch Woronzow, Grigori Grigorjewitsch Orlow, Iwan Grigorjewitsch Tschernyschow, Adam Wassiljewitsch Olsufjew, Alexander Iwanowitsch Tscherkassow (russisch Александр Иванович Черкасов), Grigori Nikolajewitsch Teplow, Johann Caspar Taubert (russisch Иван Иванович Тауберт), Thimotheus Merzahn von Klingstädt, Andrej Andrejewitsch Nartow (russisch Андрей Андреевич Нартов), der Chemiker und Apotheker Johann Georg Model, der Chemiker und Geologe Johann Gottlob Lehmann, der schwedische Botaniker Johan Peter Falck, der Jägermeister Reinhold Wilhelm Pohlmann (russisch Вильгельм Рейнгольд Польман) sowie der wissenschaftliche Sekretär der Ärztekammer Christian Pecken und der Hofgärtner Heinrich Jakob Eckleben, der die Kartoffel in Russland heimisch zu machen suchte. Mit der Namenswahl betonten sie, dass sie sich freiwillig, ohne obrigkeitliche Anordnung zusammengefunden hatten. Auch andere Personen wurden mit der Gründung in Verbindung gebracht, so der livländische Pastor Johann Georg Eisen, der Staatssekretär und leitende Freimaurer Iwan Perfiljewitsch Jelagin (russisch Иван Перфильевич Елагин), der Staatsrat und Universalgelehrte Jacob von Staehlin und der reformfreudige Gouverneur von Nowgorod Jacob Johann Sievers.
Ohne Beachtung der Standesunterschiede und der Dienststellung wollte man sich wöchentlich zusammenfinden, um die Glückseligkeit des Volkes zu befördern, wie es im Gründungsstatut hieß.
Katharina II. bestätigte das Statut am 31. Oktober 1765 und stellte 6.000 Rubel für den Kauf eines Hauses in St. Petersburg bereit. Erster Präsident war der Senator Adam Wassiljewitsch Olsufjew, satzungsgemäß wurde der Präsident anfangs alle 4 Monate neu gewählt.
Die Freie Ökonomische Gesellschaft gehört zur Gruppe ähnlicher patriotischer und ökonomischer Gesellschaften, die im Zuge der Aufklärung ab den 1720er Jahren in vielen Ländern Europas entstanden.
1766 hatte die Gesellschaft bereits 66 Mitglieder. 1776 wurde eine Gruppe von Berliner Wissenschaftlern bei einem Besuch des Großfürsten Paul in Berlin aufgenommen, 1789 wurde eine Gruppe britischer Gelehrter und Staatsbeamter als Mitglieder gewählt. Bis 1790 wurden insgesamt 281 Mitglieder aufgenommen. Die privilegierte Stellung der KFÖG und die ihr verliehenen Rechte wurden von jedem Kaiser (mit Ausnahme von Paul I.) bei der Thronbesteigung bestätigt.
Die Gesellschaft unterhielt rege Verbindungen zu den wichtigsten europäischen Akademien und Gesellschaften – darunter auch zur 1765 gegründeten Bergakademie Freiberg – und tauschte Schriften mit ihnen aus. 1909 zählte sie mehr als 500 Mitglieder.
Die Struktur der Gesellschaft änderte sich mehrfach, zuletzt bestand sie aus den drei Abteilungen Landwirtschaft, handwerkliche und fabrikmäßige Verarbeitung landwirtschaftlicher Erzeugnisse sowie landwirtschaftliche Statistik und Politische Ökonomie.

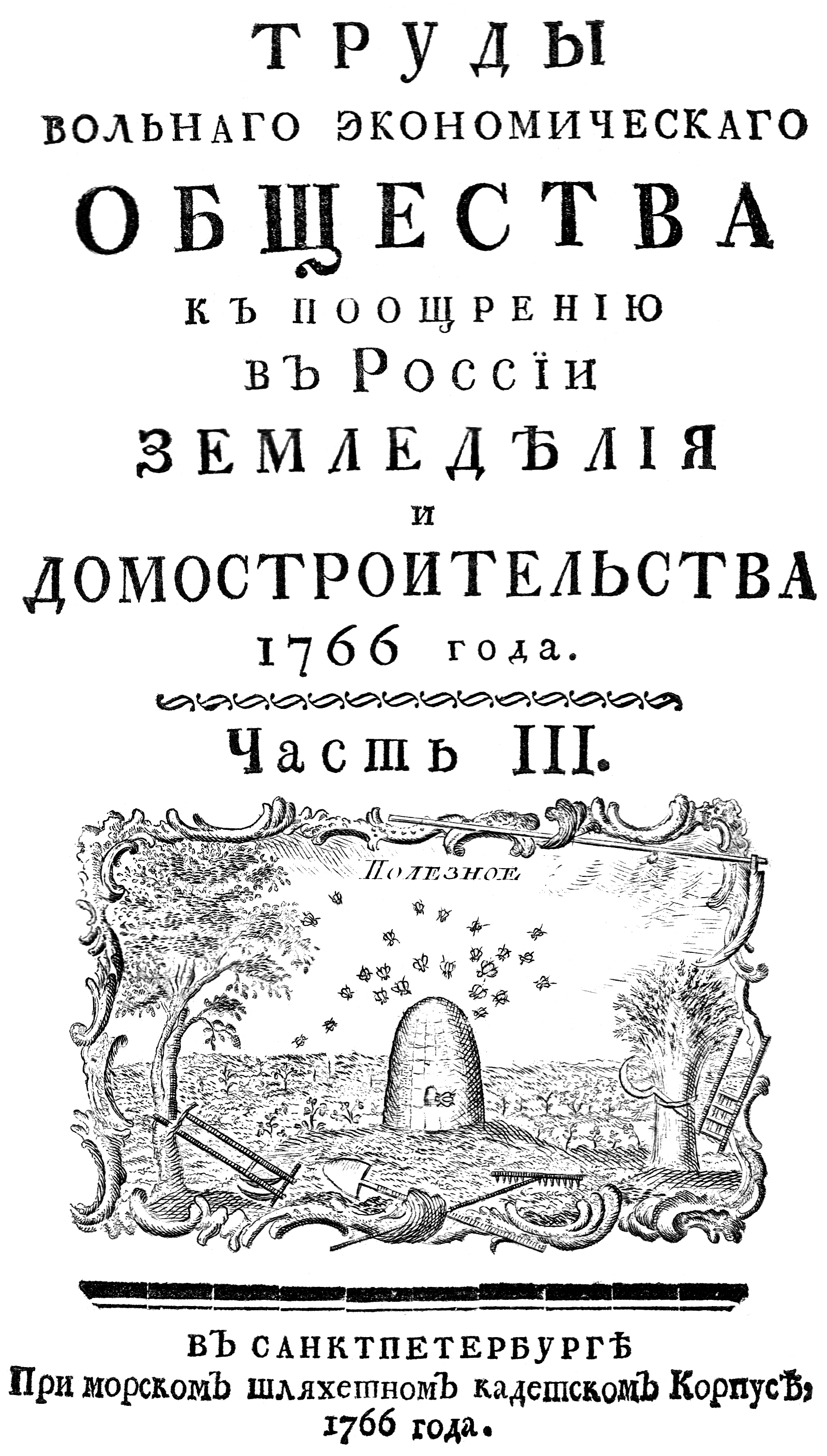
Abhandlungen der Freien Ökonomischen Gesellschaft, Teil III, 1766

In den gedruckten Abhandlungen der Freien Ökonomischen Gesellschaft wurden theoretische Kenntnisse vermittelt, eigene praktische Versuche, Erfahrungen aus anderen Ländern sowie nützliche Erfindungen und Maschinen bekannt gemacht werden. Bis 1915 erschienen 281 Bände. Hinzu kamen mehr als 150 separate Veröffentlichungen und verschiedene Zeitschriften wie z. B. Ökonomische Berichte, Forstjournal oder Russisches Bienenzüchter-Blatt. Die KFÖG regte die Erprobung neuer Erfindungen ebenso an wie Projekte, die über mehrere Jahre in verschiedenen Natur- und Klimazonen getestet wurden; sie organisierte Ausstellungen und den Verkauf der neuesten Landmaschinen. In den Jahren 1850 und 1860 organisierte die Gesellschaft Ausstellungen landwirtschaftlicher Erzeugnisse in ganz Russland. Auf mehreren internationalen und Weltausstellungen (Paris 1878 und 1889; Prag 1879; Chicago 1893) wurden Präsentationen der KFOG ausgezeichnet.
Die Sammlung statistischer Daten gehört zu den großen Verdiensten der Gesellschaft. Sie führte landesweite Erhebungen durch, organisierte Expeditionen und publizierte die Erfahrungen und Materialien in Sammelbänden.
Seit den 1820er Jahren engagiert sich die KFÖG in der landwirtschaftlichen Ausbildung und unterhielt eine eigene Landwirtschaftsschule, eine Imkerschule, hatte eine eigene Werkstatt und ein Museum.
1867 beschäftigte sich die Gesellschaft mit dem Projekt eines Kanals zwischen Ostsee und Weißem Meer, gebaut wurde der Weißmeer-Ostsee-Kanal aber erst von 1931 bis 1933.
Seit 1870 studierte die KFÖG auch die ländliche Selbstverwaltung Semstwo und gab ein Semstwo-Jahrbuch heraus. 1886 warf sie die Frage der Einkommensteuer auf, 1893 protestierte sie gegen die Einführung einer Salzsteuer, diskutierte 1896 das Projekt der Währungsreform in Russland und beantragte 1898 eine Revision der Zolltarife.
1963 erinnerte der Historiker Alexander P. Berdyschew in einem Brief an das ZK der KPdSU an den 200. Jahrestag der KFÖG. Aber die Funktionäre des ZK hielten eine Feier für unzweckmäßig. Erst  1992 übernahm die in den 1980er Jahren gegründete Ökonomische Allunions-Gesellschaft den alten Namen Freie Ökonomische Gesellschaft.

## Preisfragen der Freien Ökonomischen Gesellschaft
Von der Gründung der KFÖG bis zur Aufhebung der Leibeigenschaft in Russland 1861 wurden 243 Preisfragen gestellt. Die erste Preisfrage galt dem Handel: Welcher Kaufmann exportiert bis November 1766 am meisten russischen Weizen über Archangelsk? Es folgten viele Fragen nach Erfahrungen und bloße Auslobungen von Wettbewerben. Aber schon die vierte Preisfrage war hochpolitisch:
Mit Billigung der Kaiserin wurde 1766 gefragt, ob der Bauer produktiver arbeitet, wenn er das Land selbst besitzt. Die Preisfrage lautete: Ist es dem gemeinen Wesen vorteilhafter und nützlicher, daß der Bauer Land oder nur bewegliche Güter zum Eigentum besitze, und wie weit soll sich das Recht des Bauern über dieses Eigentum erstrecken, damit es dem gemeinen Wesen am nützlichsten sei? Hintergrund war eine von der Kaiserin gewünschte Diskussion über die Aufhebung der Leibeigenschaft, die in den Ländern rund um die Ostsee zu dieser Zeit intensiv geführt wurde. Katharina wollte die Diskussion von der Hauptstadt aus gezielt vorantreiben und auch die Russen dazu bewegen, selbst Schritte zur Aufhebung der Leibeigenschaft vorzuschlagen. Die von ihr gespannt erwarteten Ergebnisse des Wettbewerbs waren ernüchternd: Von den 164 Einsendungen stammten nur sieben von Russen und kaum ein russischer Beitrag befürwortete ein Eigentum der Bauern oder gar die persönliche Freiheit der Leibeigenen, wie dies in verschiedenen ausländischen Einsendungen z. B. mit der Begründung Die Leibeigenschaft contrastiert zu sehr mit dem Geist des Zeitalters gefordert wurde. So machte dieser Wettbewerb der Kaiserin deutlich, dass ein Rütteln an der Leibeigenschaft die Sozialverfassung des Landes zu erschüttern vermochte. Dies konnte und wollte die gerade an die Macht Gekommene nicht wagen. Aber sie behielt das Problem des bäuerlichen Grundbesitzes und der Leibeigenschaft auf der Agenda, die sie auch der Gesetzbuch-Kommission mit auf den Weg gab.
Wegen der großen Zahl von Einsendungen konnten die Preisschriften nicht mehr auf den Vollversammlungen der KFÖG verlesen werden. Eine Kommission unterzog die Beiträge einer Art Vorzensur. Aus Sorge, das kritische Gedankengut könne die Öffentlichkeit infizieren, entschied die Gesellschaft, auch die besten Arbeiten nur als kurzen Extrakt in russischer Sprache zu veröffentlichen.
Diese Umfrage zur Leibeigenschaft hatte eine bis heute rätselhafte Vorgeschichte: 1765 traf bei der KFÖG ein nur mit I.E. unterzeichneter Brief ein, in dem angefragt wurde, welche Art des Landbesitzes sich am besten eigne, die bäuerliche Produktivität zu fördern. Weil die Gesellschaft nicht reagierte, ging im November 1765 ein zweiter Brief ein, dem ein Kästchen mit 1.000 Dukaten beigefügt war, das zum allgemeinen Besten verwendet werden sollte. Es gibt unterschiedliche Deutungen der Initialen, etwa als Imperatriza Ekaterina oder Iwan Elagin und auch der Kämpfer gegen die Leibeigenschaft Johann Eisen wurde damit in Verbindung gebracht. Eisen schrieb zwar 1773 an Johann Gottfried Herder, er habe die Preisfrage veranlasst, aber als livländischer Pastor hätte er die beträchtliche Geldsumme kaum aufbringen können.
Es mussten fast 50 Jahre vergehen, ehe die KFÖG die unter Katharina II. geführte Diskussion wieder aufnahm. Inzwischen spielte die Lohnarbeit eine andere Rolle, weil Leibeigene auch in Manufakturen und Fabriken den Großteil der Arbeitskräfte stellten. 1813 stiftete der emeritierte Reichskanzler Nikolai Petrowitsch Rumjanzew eine Goldmedaille im Wert von 30 Dukaten für die beste Antwort auf die Frage Nach genauer Berechnung der Zeit, der Güte und der Preise zu bestimmen, ob es für den Besitzer vorteilhafter ist, sein Land von leibeigenen Bauern oder von freien Arbeitern bearbeiten zu lassen? Den von Kaiser Alexander I. auf 100 Dukaten erhöhten Preis gewann Ludwig Heinrich von Jakob. In seiner Antwort zeigt er, daß es Mittel gebe, wie ein Landeigenthümer in Rußland, die Feldbauern in eine solche Lage setzen könne, daß sie freiwillig und gern den Ackerbau treiben, und wie er dabey doch viel größere Einkünfte aus seinen Gütern haben könne, als wenn er solche durch Zwangsarbeit bestellen lässt.

## Mitglieder
- Heinrich Bacheracht
- Hartwig Ludwig Christian Bacmeister
- Johann von Böber
- Franz Ludwig von Cancrin
- August Friedrich Wilhelm Crome
- Wassili Wassiljewitsch Dokutschajew
- Johann Albrecht Euler
- Leonhard Euler
- Johann Leonhard Fischer
- Johann Ludwig Formey
- Alexis Greigh
- Joseph von Hazzi
- Alexander von Keyserling (?)
- Pawel Leopoldowitsch Korff
- Christian Friedrich von Matthäi[14]
- Christian Friedrich Meyer
- Adam Wassiljewitsch Olsufjew
- Alexander Reder
- Eduard August von Regel
- Philipp Franz von Siebold
- Lew Nikolajewitsch Tolstoi